# Valea lui Ion
Valea lui Ion – wieś w Rumunii, w okręgu Bacău, w gminie Blăgești. W 2011 roku liczyła 1406 mieszkańców.